# Козорис, Михаил Кирович
Михаил Кирович Козорис (укр. Михайло Кирович Козоріс ; 2 марта 1882, Калуш, Галиция, Австро-Венгрия — 3 ноября 1937, урочище Сандармох близ станции Медвежья Гора, Карелия, РСФСР) — украинский прозаик, поэт, публицист.

## Биография
В 1912 году окончил юридический факультет Львовского университета. Участник первой мировой войны.
Литературный дебют состоялся в 1907, когда были напечатаны его стихи. Позже публиковал очерки, повести и рассказы в периодических изданиях Галичины и Буковины.
После 1919 переселился и проживал в Советской Украине. В ходе советско-польской войны (1920) — член Галревкома, комиссар судебных дел.
Позже работал в Народном комиссариате юстиции.
Был членом литературной организации «Западная Украина».
В феврале 1933 был арестован и 1 октября того же года осуждён судебной «тройкой» при ГПУ УССР на 5 лет исправительно-трудовых лагерей по обвинению в том, что «с 1924 г. входил в состав руководства контрреволюционной организации УВО, работая в литературном объединении „Западная Украина“, вербовал новых членов в организацию и вёл повстанческую деятельность». Наказание отбывал на Соловках.
На основании постановления «особой тройки» УНКВД Ленинградской области от 9 октября 1937 г. был расстрелян 3 ноября 1937-го в урочище Сандармох (Карелия).
Посмертно реабилитирован.

## Творчество
В ранний период творчества испытал влияние модернизма.
Проживая в Украинской ССР, писатель в 1920-х — начале 1930-х годов издал пять сборников своих прозаических очерков, опубликовал несколько литературоведческих работ. Отдельными изданиями вышли:
- сборники рассказов
  - «Вече» (1928),
  - «По каменной тропе» (1930),
- повести:
  - «Деревня встает» (1929),
  - «Черногора говорит» (1931),
  - «Голубая кровь» (1932),
- научно-публицистическая книга «Панский террор на Западной Украине»
- литературоведческая работа «Социальные моменты в творчестве В. Стефаника» (обе — 1932).

Кроме того, он автор сборников рассказов «Тарас-дитина» (1914), «Дві сили» (1927), «То був злодій» (1928), «За порадою» (1929) и др., ряда пьес для детей, воспоминаний о И. Франко, М. Черемшине, В. Стефанике, с которыми познакомился в начале XX в.